# Pierre Nihant
Pierre Nihant (* 5. April 1925 in Trembleur, Lüttich; † 12. Januar 1993 in Blegny) war ein belgischer Radrennfahrer und nationaler Meister im Radsport.

## Sportliche Laufbahn
Nihant war Teilnehmer der Olympischen Sommerspiele 1948 in London. Dort startete er im Zeitfahren und gewann beim Sieg von Jacques Dupont die Silbermedaille.
1948 und 1949 wurde er Vize-Meister der Amateure hinter Eduard Van de Velde.
Von 1951 bis 1953 startete er als Unabhängiger. In dieser Klasse siegte er 1950 in der nationalen Meisterschaft im Sprint vor Eduard Van de Velde.